# Heterotentacula
Heterotentacula is een geslacht van neteldieren uit de familie van de Heterotentaculidae.

## Soort
- Heterotentacula mirabilis (Kramp, 1957)